# 腦顱
腦顱（Neurocranium），又稱腦殼（braincase）、腦盤（brainpan；brain-pan）。在人體解剖學中，腦顱是頭骨的一部分，包裹保護整個人腦，包含整個顱頂，頭骨的其他部分包含顏面骨、聽小骨與舌骨。
在比較解剖學中，腦顱有時可指內顱或軟顱，其尺寸因物種而異，並可能有顳嵴之類的隆起。

## 結構
腦顱主要分為兩個部分：
- 膜內骨化部（Membranous part），為包圍腦部的扁骨（flat bones）。
- 軟骨骨化部（Cartilaginous part），形成顱底（英语：base of the skull）[3]，下方有許多開口，稱為孔（Foramen），供神經血管通過。[5]

人類的腦顱包含8塊骨骼：
- 1塊額骨[註 1]
- 2塊頂骨
- 1塊枕骨
- 2塊顳骨
- 1塊蝶骨
- 1塊篩骨

聽小骨通常不被計入腦顱，而是將它們視為額外的縫間骨。
註腳

1. ↑  小孩的額骨被額骨縫（英语：frontal suture）分成兩塊骨骼，直到青春期才骨化（英语：ossification of frontal bone）融合為一。
2. ↑  若將聽小骨計入腦顱，則會稱腦顱包含14塊骨骼。

### 胚胎發育
腦顱由體壁中胚層與一部分的外間質發育而來。

## 其他動物
腦顱的主要構造是內顱，由顱頂與頭骨頂組成。
軟骨魚綱等軟骨脊椎動物的腦顱不會發生軟骨骨化，因而保持軟骨狀態。

## 圖像

動畫中的除去左側頂骨，露出顱腔（英语：cranial cavity）與顱底（英语：base of skull）的內部空間。
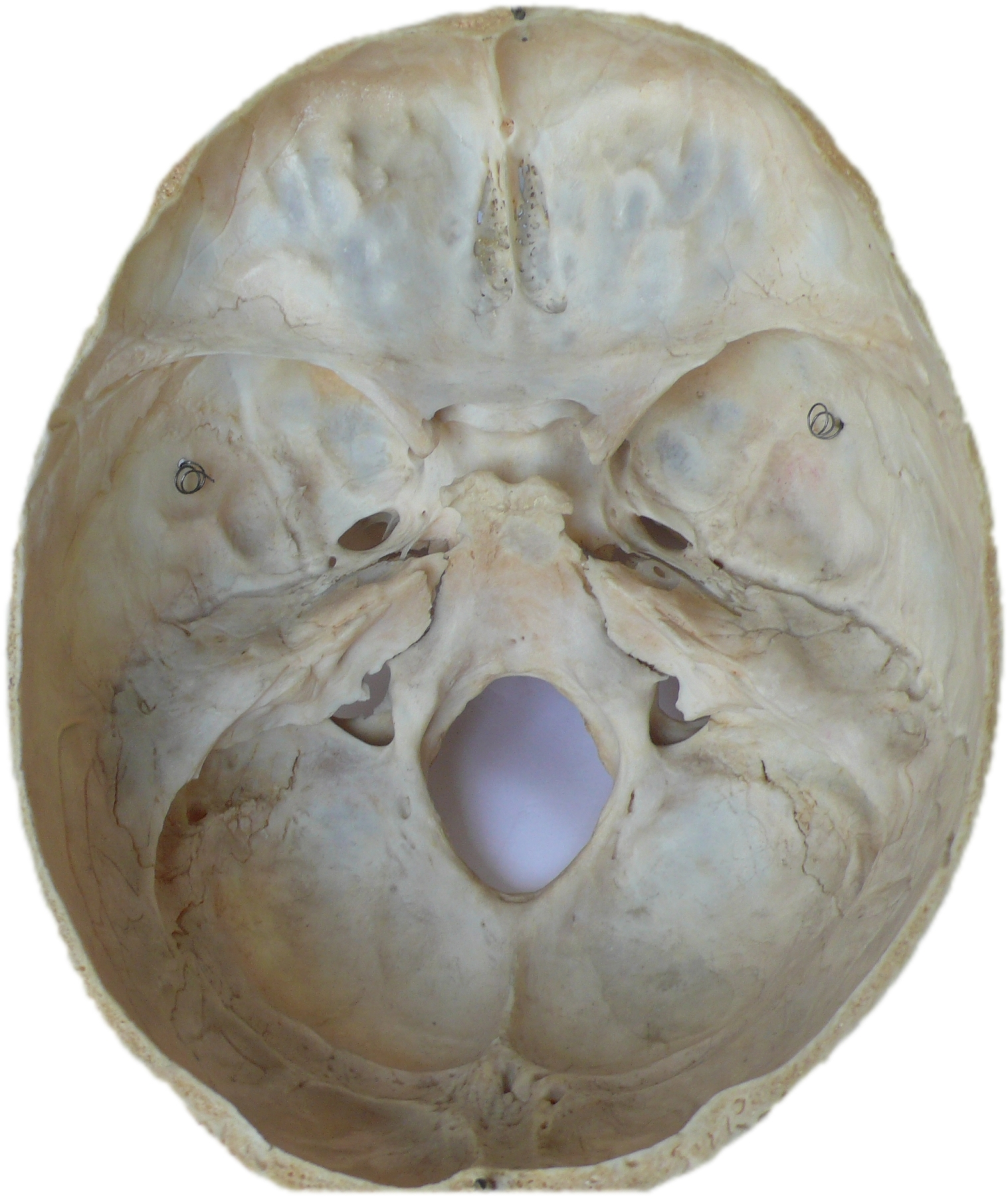
由顱內觀看顱底。
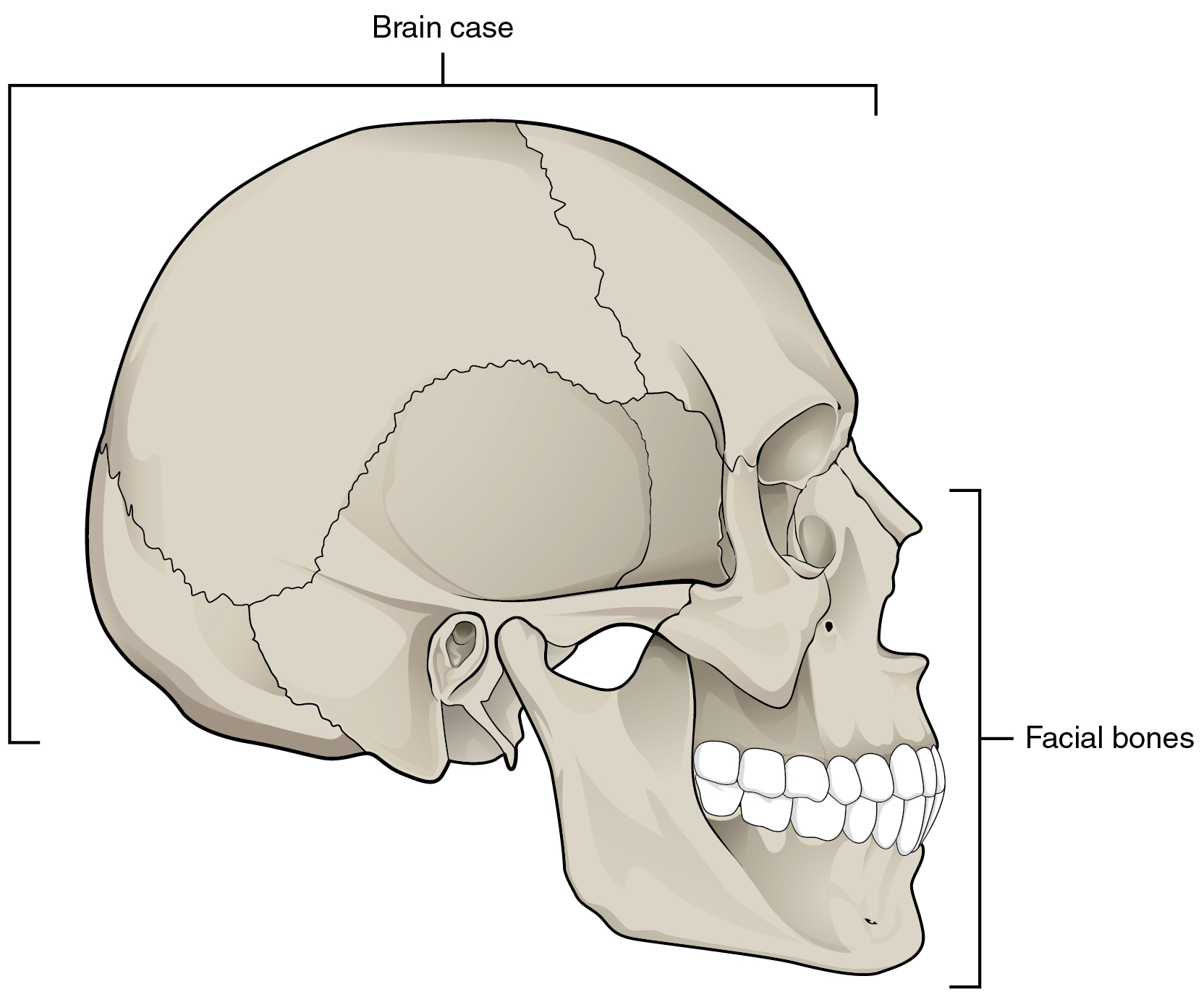
腦顱（標為「Brain case」）與顏面骨（英语：Facial skeleton）。
- 腦顱3D模型。

## 外部連結
- Bones of the Brain Case （页面存档备份，存于）
- 维基共享资源上的相關多媒體資源：腦顱